# Governo da Grécia
O Gabinete da Grécia, oficialmente chamado o Conselho Ministerial (em grego: Yπουργικό Συμβούλιο) compreende os chefes dos ministérios. Ministros são nomeados pelo Presidente com base num conselho do Primeiro-Ministro. Existe também um conselho consultivo extraordinário da República, que inclui ex-primeiros-ministros e os chefes de todos os partidos parlamentares.